# パザルジク州

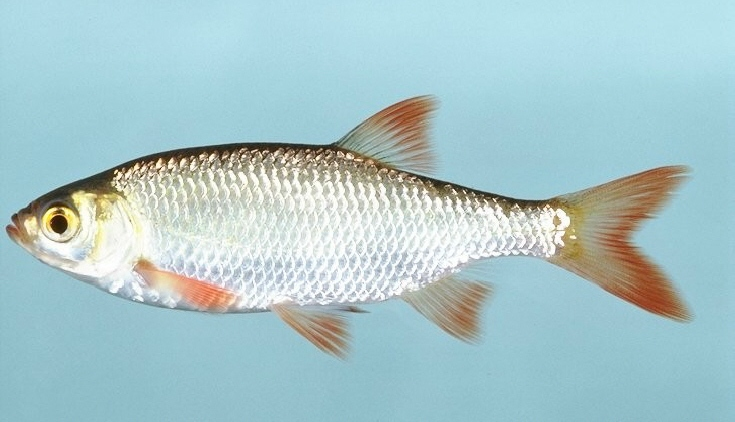
ラッドはこの地方でよく見られる魚

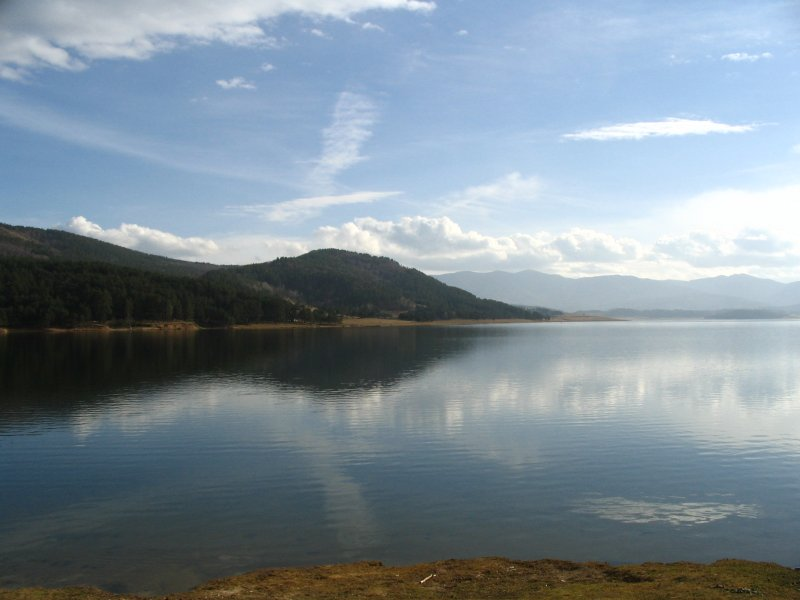
バテク・ダム

パザルジク州（パザルジクしゅう、ブルガリア語: Област Пазарджик, ラテン文字転写: Oblast Pazardzhik）は、ブルガリア南西部に位置する州。州都はパザルジク。
標高は190メートルから370メートル。水資源に富み、マリツァ川（Марица / Maritsa）とその支流トポルニツァ川（Тополница / Topolnitsa）およびルダ・ヤナ川（Луда Яна / Luda Yana）が流れる。

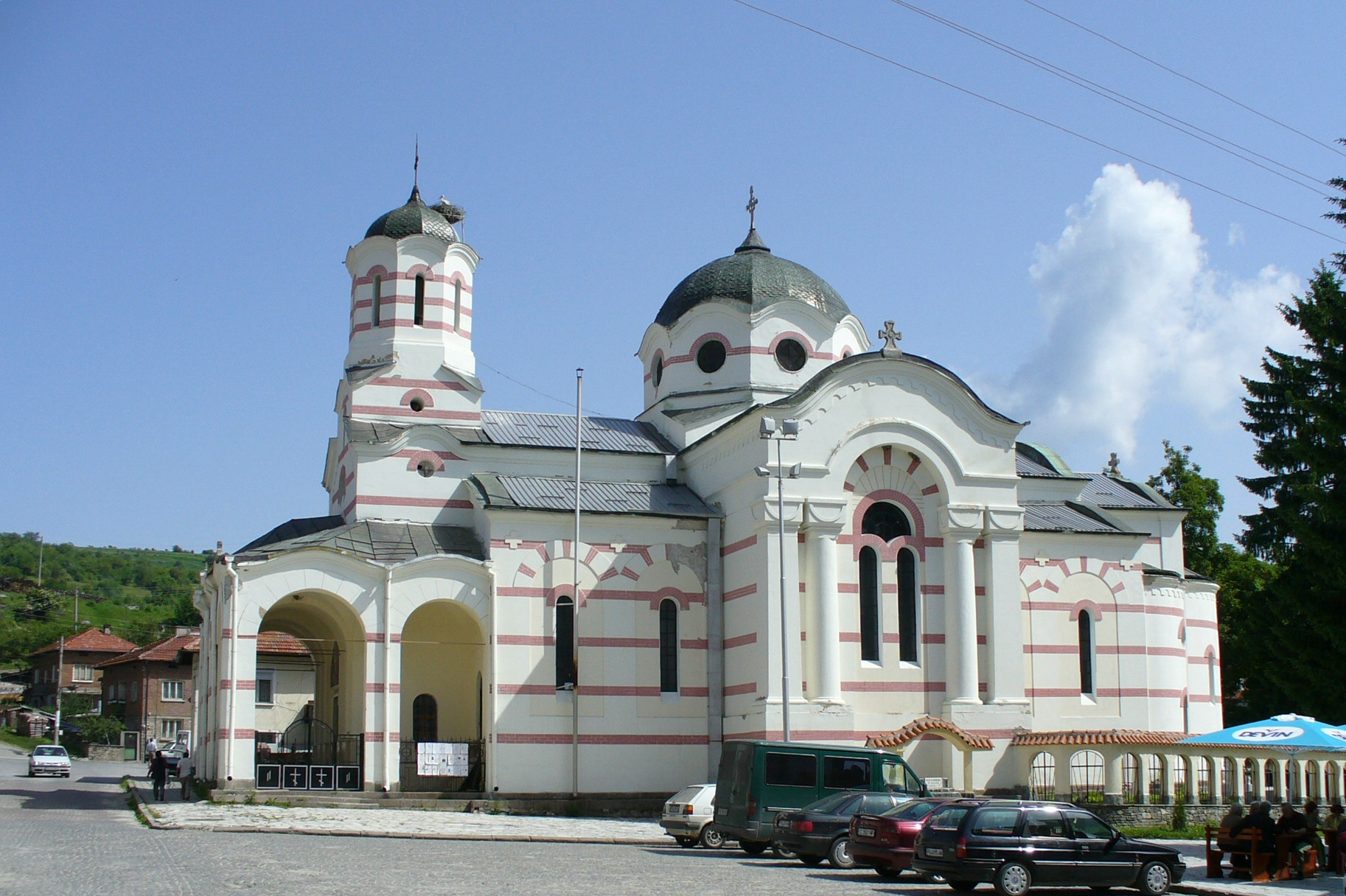
バタクの教会

## 経済
パザルジク州の産業の中心は工業である。バタク（Батак / Batak）、ペシテラ（Пещера / Peshtera）、アレコ（Алеко / Aleko）の3つの水力発電所からの電力供給は合計して250メガワットにのぼる。パナギュリシテ周辺の鉱山からの銅の産出はブルガリア、そしてヨーロッパ全体への銅の供給の重要な源となっている。製造業は主にパザルジク、パナギュリシテ、ヴェリングラトにあり、主力製品は鉛蓄電池などである。ペシテラの薬品工業は1千人を超える従業員を抱える。ベロヴォは製紙工業がある。バタク、ペシテラ、ラキトヴォ、ヴェリングラトなどの南部（ロドピ地方）では木材産業は重要産業となっている。農業も重要な産業であり、特に州の中央部で盛んである。もっとも重要な作物は果物（リンゴ、プラム、イチゴなど）、ブドウ、オオムギ、ライムギ、米などである。畜産業は主に山間部で盛んである。

### 観光
ロドピ山脈のある南部地方は自然観光に適する。この地方は濃密な針葉樹および落葉樹の森林で覆われ、多くの人造湖が点在する。そのなかで最大の湖のあるバタク・ダムにはリゾート施設が立てられている。
ダム湖には魚類が豊富で、魚釣りを楽しむことが出来る。コイ、ラッド（Rudd）、バーベル（Barbel）などが見られる。また、ヴェリングラト、ストレルチャ、バニャ、ヴェルヴァラにはリゾート温泉もある。ベロヴォ近くの丘陵地には、古代の神殿跡が残されているほか、ツェピナ、バタ、ストレルチャなど各地に古代の集落の遺跡が残されている。

## 交通と通信
道路網はあまり発達していない。トラキア高速道路（Trakiya motorway）が州の中央を走っている。主な鉄道路線はソフィア、プロヴディフと結ばれており、他にパナギュリシテ、ペシテラへいく路線も敷かれている。
他のブルガリアの地方と同様に、全ての街・村には電気、電信、水道網が整備されている。幾らかの村ではインターネットも利用でき、また、ほぼ全域で携帯電話が使用できる。

## 基礎自治体

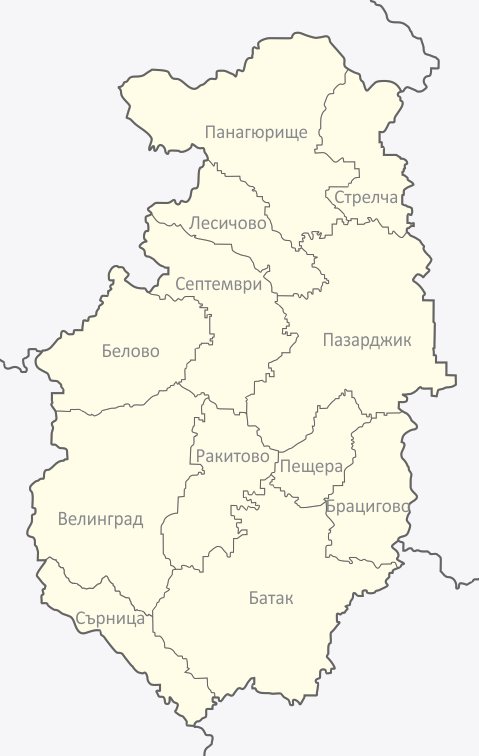
パザルジク州の基礎自治体

- パザルジク（en:Pazardzhik）
- バタク（Batak）
- ベロヴォ（Belovo）
- ブラツィゴヴォ（Bratsigovo）
- レシチョヴォ（Lesichovo）
- パナギュリシテ（Panagyurishte）
- ペシテラ（Peshtera）
- ラキトヴォ（Rakitovo）
- セプテムヴリ（Septemvri）
- ストレルチャ（Strelcha）
- ヴェリングラト（Velingrad）